# Гёц фон Берлихинген (пьеса)
«Гёц фон Берлихинген» (нем. Götz von Berlichingen) — историческая пьеса немецкого писателя Иоганна Вольфганга Гёте, опубликованная в 1773 году и ставшая первым значительным произведением этого автора. Её заглавный герой — немецкий рыцарь XVI века, участник Крестьянской войны. Драма имела сенсационный успех, принесла автору славу и сделала его ведущим представителем литературного движения «Буря и натиск». В том числе под её влиянием Фридрих Шиллер написал в 1782 году драму «Разбойники».

## Сюжет
Действие пьесы происходит в Германии в начале XVI века. Главный герой — реальное историческое лицо, швабский рыцарь Готфрид фон Берлихинген. Он прожил долгую жизнь (приблизительно 1480—1562), заполненную участием в междоусобных войнах, причём в одном из сражений потерял правую руку и позже носил железный протез. Берлихинген возглавлял повстанцев во время Крестьянской войны, был осуждён за это и прожил 11 лет под домашним арестом. Он написал автобиографию, впервые изданную в 1731 году.
Исследователи единодушно считают Берлихингена вполне типичным представителем своей эпохи. По словам Густава Фрейтага, это был «дворянин-разбойник, выросший в безнравственных традициях своего ремесла, столь же вредный для благополучия, образования и благосостояния своих современников, столь же бесполезный для высших интересов своего времени, как и любой другой дворянчик, подкарауливающий у Майна или в горах Шпессарта купцов с товарами и прибивающий к воротам Нюрнберга письменное объявление войны». Однако Гёте изобразил своего героя как благородного рыцаря, защитника угнетённых, сражавшегося за свободу и отвергнутого своим веком.
Пьеса представляет собой набор сцен, не всегда тесно связанных между собой и относящихся к трём сюжетным линиям: это вражда главного героя с епископом Бамбергским, его война с имперским городом Нюрнбергом и участие в Крестьянской войне. Важную роль в действии играет вымышленный друг Гёца Вейслинген, который встаёт на сторону бамбержцев, а позже убеждает императора объявить Берлихингена вне закона. Окружённый в замке Якстхаузен, Гёц отвечает на слова о сдаче предложением поцеловать его в зад. Ему удаётся выйти из крепости, но позже его принуждают к «вечному миру». Берлихинген с большой неохотой возглавляет восставших крестьян, попадет в плен и вскоре после этого умирает в тюрьме. Последние его слова — «Свобода! Свобода!».

## Создание
Гёте заинтересовался личностью Готфрида фон Берлихингена в 1771 году. 22-летний писатель, только что окончивший Страсбургский университет, жил тогда во Франкфурте и занимался адвокатской практикой. Найдя упоминание о Берлихингене в одном из юридических трудов и купив его автобиографию, Гёте был настолько впечатлён прочитанным, что без предварительной работы начал создавать пьесу. По словам самого писателя, будущий герой драмы показался ему «суровым, добрым и самоуправным человеком, жившим в дикие, анархические времена», «честным человеком», «одним из благороднейших немцев», память о котором необходимо было спасти.
Первый вариант «Гёца» был создан за шесть недель осенью 1771 года. В начале 1772 года Гёте отправил рукопись Гердеру, назвав своё произведение «наброском, хоть и нарисованным кистью на полотне». Тот раскритиковал пьесу — в частности, за излишнее влияние Шекспира. Весной 1773 года Гёте подготовил новую редакцию драмы и опубликовал её отдельным изданием. Спустя 50 лет он снова вернулся к «Гёцу фон Берлихингену» и создал третий вариант текста.

## Оценки и значение
«Гёц фон Берлихинген» имел огромный успех у публики, сделал Гёте одним из самых знаменитых немецких писателей и неформальным вождём литературного движения «Буря и натиск». Читатели высоко оценили грубоватую выразительность стиля и свободную композицию пьесы: для них это было долгожданное воплощение на немецком материале шекспировских принципов. Даже после появления других произведений «Гёц» остался наиболее известной пьесой Гёте. Современные литературоведы признают, что он «открыл национальную историю для немецкого театра». При этом биограф писателя Людвиг Эмиль констатирует, что здесь Гёте слишком сильно зависит от автобиографии своего героя, что «неисчерпаемое богатство языка», уже в тот период характерное для стихов и писем автора, «прорывается» только в последнем акте «Гёца».
Вольный перевод «Гёца» на английский язык создал Вальтер Скотт (1799). В 1978 году по мотивам пьесы был снят фильм «Гёц фон Берлихинген с железной рукой».